# Ерл Тауншип (округ Ланкастер, Пенсільванія)
Ерл Тауншип (англ. Earl Township) — селище (англ. township) в США, в окрузі Ланкастер штату Пенсільванія. Населення — 7144 особи (2020).

## Демографія
Згідно з переписом 2010 року, у селищі мешкали 7024 особи в 2380 домогосподарствах у складі 1744 родин. Було 2480 помешкань
Расовий склад населення:
| - 97,5 % — білих - 0,9 % — азіатів - 0,7 % — чорних або афроамериканців |

До двох чи більше рас належало 0,6 %. Частка іспаномовних становила 1,8 % від усіх жителів.
За віковим діапазоном населення розподілялося таким чином: 28,7 % — особи молодші 18 років, 46,1 % — особи у віці 18—64 років, 25,2 % — особи у віці 65 років та старші. Медіана віку мешканця становила 39,3 року. На 100 осіб жіночої статі у селищі припадало 90,7 чоловіків;  на 100 жінок у віці від 18 років та старших — 86,7 чоловіків також старших 18 років.
Середній дохід на одне домашнє господарство  становив 75 188 доларів США (медіана — 58 438), а середній дохід на одну сім'ю — 85 361 долар (медіана — 70 395). Медіана доходів становила 45 435 доларів для чоловіків та 32 963 долари для жінок. За межею бідності перебувало 9,4 % осіб, у тому числі 15,2 % дітей у віці до 18 років та 10,8 % осіб у віці 65 років та старших.
Цивільне працевлаштоване населення становило 2930 осіб. Основні галузі зайнятості: виробництво — 18,6 %, будівництво — 13,6 %, освіта, охорона здоров'я та соціальна допомога — 12,9 %.